# Protestos na Argentina em dezembro de 2001

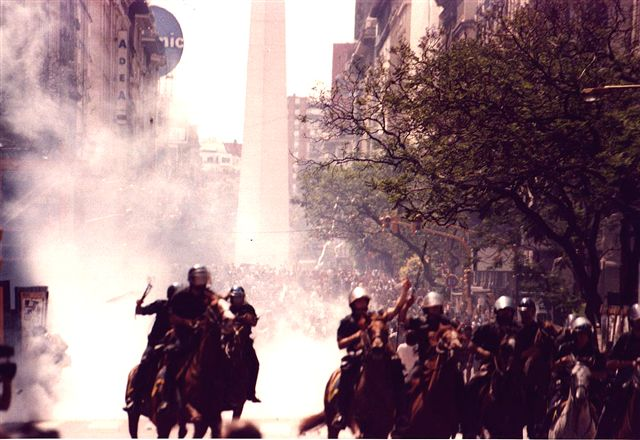
Intervenção da polícia no conflito.

Os Protestos na Argentina em dezembro de 2001 ocorreram nos dias 19 e 21 de dezembro de 2001 em várias cidades da Argentina, incluindo a capital Buenos Aires. As manifestações foram causadas pela crise econômica que sacudiu o país no final de 2001 e que culminaram com as renúncias do Ministro da Economia Domingo Cavallo e do Presidente Fernando de la Rúa.

## Protestos e renúncia presidencial
Com a piora da crise política e econômica, em dezembro de 2001, surgiram tumultos e saques em vários pontos do país. O presidente De la Rúa anunciou em cadeia nacional o estado de emergência. Os distúrbios continuaram; os protestos (chamados de "cacerolazo") aumentaram após seu discurso, causando 27 mortes e milhares de feridos. Cavallo renunciou à meia-noite no mesmo dia, e o resto do gabinete seguiu o exemplo.
Houve aumento dos saques em 20 de dezembro, tanto em Buenos Aires quanto no Conurbano. Os cacerolazos continuaram; grandes grupos de pessoas iniciaram manifestações pedindo a saída do governo. Os sindicatos—primeiro o CTA e depois a CGT—iniciaram greves gerais contra o estado de emergência. A maior parte da UCR retirou seu apoio a de la Rúa, e então ele pediu ao PJ para criar uma coalizão governamental. O PJ recusou, e de la Rúa renunciou como presidente. Sua última ação administrativa foi retirar o estado de emergência. O presidente renunciou em 21 de dezembro de 2001, tendo governado por dois anos, metade do mandato para o qual foi eleito.
Como o vice-presidente Carlos Álvarez já havia renunciado, o Congresso se reuniu para nomear um novo presidente. Adolfo Rodríguez Saá, governador da província de San Luis, ocuparia o cargo por dois meses enquanto convocava uma nova eleição presidencial. Novos protestos o forçaram a renunciar, e Eduardo Duhalde foi nomeado presidente. Duhalde conseguiu completar o mandato de de la Rúa.